# Долл, Ричард
Уильям Ричард Шэбо Долл (англ. William Richard Shaboe Doll; 28 октября 1912 — 24 июля 2005) — британский физиолог и эпидемиолог. Провел масштабные научные исследования, которые установили прямую связь курения и состояния здоровья человека.
Совместно с Эрнстом Виндером, Брэдфордом Хиллом и Эвартсом Грэмом доказал, что курение вызывает рак лёгкого и увеличивает риск заболеваний сердца. Эта связь была обнаружена ранее в исследованиях, проведённых в Германии в 1930-х годах, однако работа не была широко известна в научных кругах.
Ричард Долл также установил, что радиация способствует развитию лейкозов, воздействие асбеста способствует развитию рака лёгких и что алкоголь способствует развитию рака молочной железы.

## Награды и признание
- 1970 — Международная премия Гайрднера
- 1972 — Buchanan Medal[англ.]
- 1979 — Премия Чарльза Мотта[англ.]
- 1986 — Королевская медаль
- 1992 — Премия Принца Махидола[англ.]
- 1996 — Орден Кавалеров Почёта
- 2000 — Winslow Award, Yale School of Public Health[англ.], Йельская школа медицины (первый удостоенный)
- 2004 — Премия Шао
- 2005 — Международная премия короля Фейсала

Член Лондонского королевского общества (1966), иностранный член Национальной академии наук США (2001).
В его честь Международная эпидемиологическая ассоциация учредила премию Ричарда Долла по эпидемиологии. Премия вручается с 2008 года раз в 3 года.